# Хонда, Майк
Майк Хонда (англ. Michael Makoto Honda; род. 27 июня 1941, штат Калифорния) — американский политик.
Член Демократической партии США.
Член Палаты представителей США от штата Калифорния с 2001 года.
Американец японского происхождения.
Раннее детство провёл в лагере для интернированных японцев в Колорадо. В 1965—1967 годах служил в Корпусе мира в Сальвадоре.
Окончил Высшую школу Сан-Хосе (San Jose High Academy) в Калифорнии (бакалавриат по биологии и испанскому языку, 1968; магистр педагогики, 1974).
В Конгрессе является членом Комитета по ассигнованиям.
Противник сохранения блокады Кубы.

## Деятельность

### Женщины для утешения
В 2007 году Хонда внёс на рассмотрение резолюцию в которой содержалось требование к Японии признать формально, принести извинения и принять на себя историческую ответственность в ясной и недвусмысленной манере, отозвать любые заявления, в которых утверждалось, что проблема женщин для утешения не существовала и рассказать нынешнему и будущим поколениям «об этом чудовищном преступлении, следуя рекомендациям международного сообщества и с уважением по отношению к „женщинам для утешения“».
30 июля 2007 года Палата представителей приняла эту резолюцию после 30-минутного обсуждения, во время которого ни один человек не высказался против.